# إيدن ريجل
إيدن ريجل (بالإنجليزية: Eden Riegel)‏ ممثلة أمريكية من مواليد 1 يناير 1981، حاصلة على جائزة الإيمي 2005 لأفضل ممثلة صغيرة في مسلسل درامي عن دورها في كل أطفالي.

## أدوارها في العاب الفيديو
- بيرسونا 4 غولدن - ماري

## روابط خارجية
- إيدن ريجل على موقع IMDb (الإنجليزية)
- إيدن ريجل على موقع ألو سيني (الفرنسية)
- إيدن ريجل على موقع ميوزك برينز (الإنجليزية)
- إيدن ريجل على موقع أول موفي (الإنجليزية)
- إيدن ريجل على موقع قاعدة بيانات برودواي على الإنترنت (الإنجليزية)
- إيدن ريجل على موقع قاعدة بيانات الأفلام السويدية (السويدية)
- إيدن ريجل على موقع قاعدة بيانات الفيلم (الإنجليزية)
- إيدن ريجل على موقع كينوبويسك (الروسية)
- إيدن ريجل على موقع ANN person (الإنجليزية)